# Blue Sky (Kolorado)
Blue Sky – jednostka osadnicza w Stanach Zjednoczonych, w stanie Kolorado, w hrabstwie Morgan.